# Dán szorosok

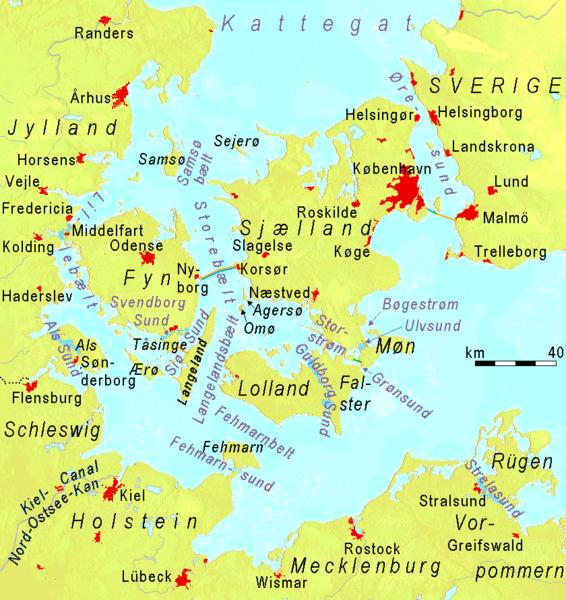
A Nagy-Bælt (Storebælt), a Kis-Bælt (Lillebælt) és az Øresund

A dán szorosok a Balti-tengert a Kattegaton és a Skagerrakon keresztül az Északi-tengerrel összekötő három tengerszoros. Történelmileg a dán partok menti szorosok Dánia belső vízi útjai voltak; azonban a területi veszteségek után a Öresund és a Fehmarn-öv ma már Svédországgal és Németországgal közös, míg a Storebælt (Nagy-öv) és a Lillebælt (Kis-öv) dán felségvizek maradtak. Az 1857. évi koppenhágai egyezmény valamennyi dán tengerszorost nemzetközi víziútnak nyilvánította.
A három dán szoros:
- Nagy-Bælt (Fyn és Sjælland szigetek között)
- Kis-Bælt (Jylland és Fyn között)
- Øresund (Sjælland és Svédország között)

A szorosokon keresztül hidak kötik össze a dán szigeteket egymással és a szárazfölddel. A Nagy-Bælt felett a Nagy-Bælt híd, a Kis-Bælt felett a Régi Kis-Bælt híd és a Kis-Bælt híd, az Øresund felett pedig az alagúttal kombinált Øresund-híd halad át.